# Liste der Monuments historiques in Iverny
Die Liste der Monuments historiques in Iverny führt die Monuments historiques in der französischen Gemeinde Iverny auf.

## Liste der Objekte
| Bezeichnung               | Beschreibung           | Standort                       | Kennzeichnung | Schutzstatus | Datum | Bild |
| ------------------------- | ---------------------- | ------------------------------ | ------------- | ------------ | ----- | ---- |
| Glocke                    | Bronze, 1806 gegossen  | in der Kirche St-Martin (Lage) | PM77000830    | Classé       | 1942  |      |
| Skulptur Madonna mit Kind | Stein, 14. Jahrhundert | in der Kirche St-Martin (Lage) | PM77000831    | Classé       | 1971  |      |